# スネーキーモンキー 蛇拳
『スネーキーモンキー 蛇拳』（スネーキーモンキー じゃけん、原題：蛇形刁手、英語題：Snake In The Eagle's Shadow、Eagle Claw's, Snake's Fist, Cat's Paw）は1978年製作の香港の映画作品。思遠影業公司（シーゾナル・フィルム社）製作。1978年香港映画興行収入8位。ビデオ・DVDには『ジャッキー・チェンの蛇拳』『蛇拳』などの邦題もある。

## 概要
ロー・ウェイの個人プロダクションに所属していたジャッキー・チェンが、新興の制作会社「シーゾナル・フィルム」の依頼によりレンタル出向して製作された最初の作品。主役にはショウ・ブラザーズ（邵氏公司）で活躍していたアレキサンダー・フー・シェン（傅聲）が候補に挙がった。製作のウー・シーユエン（呉思遠）はショーブラザーズのランラン・ショウ（邵逸夫）にアレキサンダー・フー・シェンの貸出しの交渉をするも承諾を貰えず、最終的にロー・ウエイのところいるジャッキー・チェンに白羽の矢が立った。
撮影は1977年冬から開始され1978年1月29日に撮影終了。1978年2月4日には香港でプレ上映され高い評価を得た。単調かつ陰惨で血生臭い「仇討ち物語」が多かった香港クンフー映画の定石を破ったストーリーを設定し、シリアス調の物語にジャッキーが持つコミカルで明るい個性を隠し味として使ったことで、彼の才能を本格的に引き出した最初の作品となった。ユエン・ウーピンの初監督作品であり、ジャッキーの主演作で最初のヒットとなった作品でもある。本作の後、姉妹編『ドランクモンキー 酔拳』がほぼ同一のスタッフ・キャストで製作され、更に大ヒットを記録している。
ジャッキー・チェンはウォン・チェンリーとの闘いを撮影中、歯を負傷する。撮影は続行され、映画のラストで歯の抜けたジャッキーの顔が確認できる。これはウォンのキックが誤ってジャッキーの口に当たったための事故だが、”スーパー・キッカー”ウォン・チェンリーの蹴りの凄まじさを物語るアクシデントである。そのラストアクション撮影時のウォン・チェンリーは極度の疲労による体調不良で病院に通い、救急車で撮影現場に戻り、冷や汗が出る状態のまま撮影に挑んだとインタビューで答えている。

## ストーリー

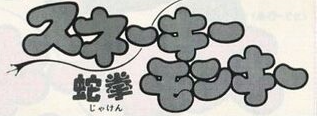
併映時のチラシ裏面ロゴ

時は清朝時代。拳法の2大流派、蛇形派と鷹爪派が激しい勢力争いを繰り返す中、鷹爪派の頭領、上官（ウォン・チェンリー）によって蛇形派の拳士は次々と討ち取られ、その流派の命脈は潰える寸前であった。
一方、大手道場の下男として住み込みの生活を送り、学の無い簡福（ジャッキー・チェン）は、師範代（ディーン・セキ）にいいようにこき使われ、時には稽古で殴られ役をやらされて傷だらけの毎日。
ある日簡福は、町で騒動に遭っている老人を助ける。だが老人こそ、蛇形派の長老である白長天（ユエン・シャオティエン）だった。簡福の惨めな日常に同情した白は簡福に蛇形拳を伝授、みるみる上達した彼は一躍道場のヒーローとなるのだが、その技を上官に見られてしまう。
蛇形派殲滅を果たさんとすべく白長天を追跡する上官とその一味。白長天は乞食を装い人目を避けつつ、簡福に蛇拳を伝授する。凄腕の拳法家すら叩きのめす技を身に付けた簡福だったが上官には歯が立たず、白長天から託された秘伝書は家猫に破られ地団駄を踏んでいた所、猫と蛇の争いに目をつけ、体得した蛇拳に我流の「猫爪崩し」を取り入れた拳法で上官を圧倒し、討ち倒す。勝利の余韻の中、毒による暗殺を得意とする鷹爪派の男が決闘後の場に現れ、今や正当な蛇拳継承者となった簡福（と白長天）の命を狙うも、二人の服毒の芝居を見破れず男は呆気無く返り討ちにされる。その後白長天から「猫爪とはどうも野暮っちい」と言われ”猫形蛇拳”と命名された。

## キャスト
| 役名                             | 俳優                             | 日本語吹替   |
| 役名                             | 俳優                             | フジテレビ版 |
| -------------------------------- | -------------------------------- | ------------ |
| 簡福（ガンフー）                 | ジャッキー・チェン（成龍）       | 石丸博也     |
| 上官逸雲（シャンカン・イーユン） | ウォン・チェンリー（黄正利）     | 津嘉山正種   |
| 白長天（パイ・チャンティエン）   | ユエン・シャオティエン（袁小田） | 小松方正     |
| 李師傅（リー師範）               | ディーン・セキ（石天）           | 及川ヒロオ   |
| 三省拳王                         | ワン・チアン（王将）             | 井口成人     |
| 老張（チャン）（足の悪い料理人） | チン・シン（金鑫）               | 仲木隆司     |
| 蕭勁(シュウケイ)                 | チョイ・ハー（徐蝦）             | 沢木郁也     |
| 洪館主(ハン先生)                 | チャーリー・チャン（陳耀林）     | 徳丸完       |
| 梁師傅（リャン師範）             | チウ・チーリン（趙志凌）         | 蟹江栄司     |
| 蛇形拳掌門                       | フォン・ハックオン（馮克安）     | 井口成人     |
| 宣教師                           | ロイ・ホラン（路易士）           | 筈見純       |
| 周縣長（知事）                   | ラム・ユエン（林源）             | 今西正男     |
| 遲館主                           | フォン・ギンマン（馮敬文）       | 杉田俊也     |
| 周少爺                           | ジャン・ジン（蔣金）             | 安西正弘     |
|                                  | チャン・リーピン（陳立品）       |              |
|                                  | ウォン・チーミン（黃志明）       |              |
|                                  | ガイ・ホンチー（戚毅雄）         |              |

- フジテレビ版 - 初回放送1982年4月10日『ゴールデン洋画劇場』※正味約90分

※BD（『ドランクモンキー 酔拳』 『スネーキーモンキー 蛇拳』製作35周年記念 HDデジタル・リマスター版 ブルーレイBOX）に特典ディスクとして収録。

## スタッフ
- 監督：ユエン・ウーピン 袁和平
- 脚本：ウー・シーユエン 呉思遠、蔡繼光、奚華安
- 武術指導：ユエン・ウーピン 袁和平、シュウ・シア 徐蝦
- 製作：ウー・シーユエン 呉思遠

## 制作
1970年代中期、 呉思遠は食傷気味のカンフー映画にコメディ要素を加え海外でも通用する新しいアプローチの作品を作ろうと模索していた。元々ロー・ウェイから「蛇拳」というアイディアを伝え聞いていた呉思遠は、ロー・ウェイが作るつもりがないアイディアを基にコメディーカンフー映画仕立てにする構想を思いついた。主役には滑稽で手先が器用で可愛げな、そんな観客を惹きつける魅力がある青年ジャッキー・チェンが候補に選ばれた。当時ジャッキーはロー・ウェイの会社と契約していたためレンタル交渉を行ったところロー・ウェイはすぐに承諾。当時のロー・ウェイの会社の経営状態は厳しく交渉はすぐに決まった。
本来武術指導で芝居の演出未経験の袁和平を監督として抜擢した。また袁和平の父親でほぼ引退状態だった俳優の袁小田は息子のために作品に参加。さらに袁和平の兄弟らも協力し、経験値豊かなスタッフらとの撮影にジャッキー自身もやりやすく充実感のある仕事だったという。
撮影終了後にジャッキーは呉思遠をプライベートで尋ね、自分と月1万ドルで契約してくれないかと頼んできたという。「ロー・ウェイからは3か月も給与を支払ってもらっていない。契約してくれればすぐに駆け付ける」といった状況だったものの、呉思遠はロー・ウェイとの仁義を通した。
1000席以上あるマレーシア国内最大の映画館ゴールデンリバーシネマ劇場で半年間上映された。

## 音楽
劇中内で他作品から流用されている音楽一覧。以下、順不同。
作品冒頭タイトルクレジットの曲「Magic Fly」はフランスのバンドSpaceによるオリジナルではなく、Mc Lane Explosionがリリースしたバージョンが使用されている。アメリカで公開されたバージョン「Eagle’s Shadow」では、音楽が差し替えられている。
| 曲名                                       | アーティスト              | アルバム/オリジナルサウンドトラック                      | 発表年 |
| ------------------------------------------ | ------------------------- | -------------------------------------------------------- | ------ |
| Magic Fly                                  | Mc Lane Explosion         | Space Music                                              | 1977年 |
| The Tanker                                 | Marvin Hamlisch           | The Spy Who Loved Me (Original Motion Picture Score)     | 1977年 |
| Oxygène (Part II)                          | Jean Michel Jarre         | Oxygène                                                  | 1976年 |
| Theme From Carrie                          | Pino Donaggio             | Carrie (Original Motion Picture Soundtrack)              | 1976年 |
| The Last Battle                            | John Williams             | Star Wars (Original Motion Picture Soundtrack)           | 1977年 |
| Title Theme (Reprise)                      | Johnny Harris             | Bloomfield - Original Motion Picture Soundtrack          | 1971年 |
| Eitan Pays the Penalty                     | Johnny Harris             | Bloomfield - Original Motion Picture Soundtrack          | 1971年 |
| Eitan Does His Net                         | Johnny Harris             | Bloomfield - Original Motion Picture Soundtrack          | 1971年 |
| Love Theme                                 | Johnny Harris             | Bloomfield - Original Motion Picture Soundtrack          | 1971年 |
| Closing Love Theme                         | Johnny Harris             | Bloomfield - Original Motion Picture Soundtrack          | 1971年 |
| The Big Fight                              | Johnny Harris             | Bloomfield - Original Motion Picture Soundtrack          | 1971年 |
| A Drop in the Ocean                        | John Barry                | You Only Live Twice (Original Motion Picture Soundtrack) | 1967年 |
| The Wrong Dog Rag                          | John Morris               | Silent movie (Original Motion Picture Soundtrack)        | 1976年 |
| The Rape                                   | Jerry Fielding            | The Outlaw Josey Wales                                   | 1976年 |
| Hell Is Comin’ To Breakfast Part1          | Jerry Fielding            | The Outlaw Josey Wales                                   | 1976年 |
| 雖知君你難受                               | Catherine Lau             | 「Eagle's Shadow」英語吹き替え版のみ収録                 | 1982年 |
| Instrument / Space Music (Musica Spaziale) | Vedette Analogic Ensemble | Sound Effects No. 16 (Instruments)英語吹き替え版のみ収録 | 1975年 |

## 日本公開

### 日本劇場公開版

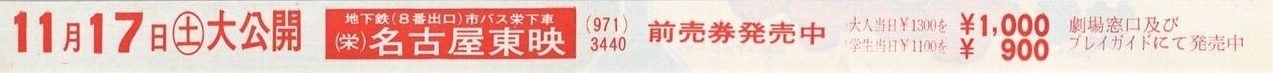
併映チラシより

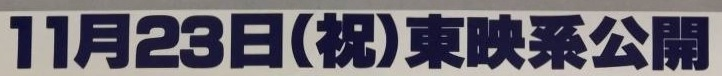
併映チラシより

1979年11月17日(土）、東映映画配給で同時上映は松田優作主演の『処刑遊戯』。公開が急遽決まったため『ドランクモンキー 酔拳』のように主題歌を入れたりせずほぼ香港公開版どおりの形で公開されている（タイトル「蛇形刁手」の下に「SNAKEY MONKEY」と表記される）。日本での公開において数種類のプリントが存在した可能性がある。映画評論家の日野康一の記事(掲載本不明）によると当時日本で上映された『蛇拳』は広東語版と北京語版の2つのプリントを輸入して上映したという。

### 試写会版プリント
私設ファンクラブ会報(西本BJ功夫クラブ 第5号）のファン・ボイス（お便りコーナー）に寄せられた投稿によると試写会で見た宣教師との闘いのシーンでジャッキーのズボンの股の部分が切られるシーンが初回劇場公開版では削除されていたという内容が載せられている。また音声については北京語版だったという噂や北京語版プリントも輸入して上映していたという話から、一部の試写会では香港版よりも長い可能性のある台湾版プリントでの上映が考えられるが定かではない。

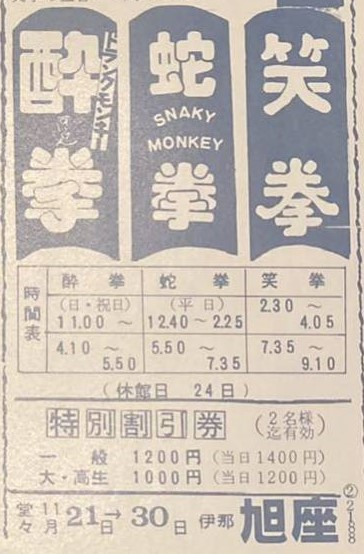
長野県伊那旭座　割引券より

### 劇場公開版プリント
劇場公開時のプリントは複数のバージョン存在していた可能性がある。雑誌等の情報によると上映時間95分と表記されているものがほとんどで現在ソフトウェア化されている98分より3分ほど短い。1984年の梶原和男・著「シネストーリー ジャッキー・チェン」には100分版の表記がある。長野県伊那旭座で1981年11月21日〜30日まで上映された「ジャッキー・チェン大会」（酔拳、蛇拳、笑拳）の割引券の劇場時間割によると『蛇拳』の上映時間が「12:40〜14:25」とあり1時間45分(105分）のものが上映された可能性がある。現在ソフトウェア化されている約98分版より約7分近くも長い。
日本語字幕においては当時流行していたCM「戦車が怖くて赤いきつねが食えるか！」をもじった字幕もあったという。初公開当時、劇場で見ている人らの証言によると以下のシーンが存在していたらしい。
- 冒頭シークエンス（蛇形拳と鷹爪拳の確執を思わせるシーン）
- 猫爪拳のお披露目シーン[5]
- 宣教師との闘い
- ラストバトル[6]

ラストバトルではジャッキーの片肌が避けるまでの間の攻防があった。黃正利（ウォン・チェンリー）がジャッキーに「歯を抜くぞ」と言い、空中に飛び上がってジャッキーの口を殴り、その後服が破れ体にも傷がつき蛇拳だけでは苦戦、追い詰められ猫爪で闘うことを思い付くシークエンス。また闘いの中で『酔拳』同様に「馬歩のポーズ」でズボンが破けるシーンがあったという証言が複数ある。雑誌「Blackbelt」（1983年7月号にウォン・チェンリー特集があるが未確認）によると、ウォン・チェンリーが強く見えてしまうことを理由に、2分近くカットされたとの記事があるらしい。2023年現在、どのソフトウェアでもこれらのシーンは見ることができず、幻の素材となっている（パンフレットや、当時の雑誌に掲載されたスチル写真、ロビーカードにはそのカットが見られる）。

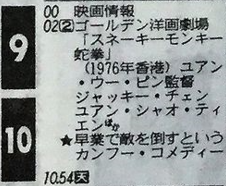
1982年4月10日中日新聞ラテ欄

初回劇場公開時に劇場で観た人で上記のようなシーンはなかったという証言もあり、初公開時のプリントが地域、または劇場によって異なっていた可能性も考えられる。
スペインで1984年2月にリバイバル上映（『ステイン・アライブ』と併映）された際の広告に記載されている上映時間は「1時間50分」となっている。
フィリピンのTV局「IBC13」で80年代にラストファイトシーンが長いバージョンが放送されたというコメントがYoutube動画に掲載されている。

### リバイバル劇場公開版プリント
現在ソフトウエア化されているバージョンに最も近いもの。※クレジット除く

### 試写会
1979年10月29日（月）科学技術館サイエンスホール　18時00分 開場、18時30分 上映開始
1979年11月5日（月）イイノホール　18時00分 開場、18時30分 上映開始
1979年11月6日（火）科学技術館サイエンスホール　18時00分 開場、18時30分 上映開始
1979年11月12日（月）科学技術館サイエンスホール　18時00分 開場、18時30分 上映開始
1979年11月14日（水）梅田東映　18時00分 開場、18時30分 上映開始

### TV放送
- 1982年4月10日、ゴールデン洋画劇場にて放送。
- 1983年4月16日、ゴールデン洋画劇場にて放送。
- 1985年10月10日、木曜洋画劇場にて放送。

## 削除シーン

### 黒装束の剣士との格闘シーン
USユナイテッドアーティスト配給の南米向けスペイン語表記の『蛇拳』の特殊ポスター（ワンストップポスターと呼ばれる2種類の違うポスターとの間にロビーカードが一緒に表記されているもの）、タイトル「El Puño de la Serpiente」には本編に一切収録されていないシーンのロビーカード用写真が存在する。平野で黒装束の髭の剣士と棍棒で対抗するジャッキーの格闘しているショットで、鷹爪派一味との格闘シーケンスが構成されていたか、もしくは棍棒でのトレーニングシーンのものと思われる。以前から海外において三人の剣士との格闘シーンの存在する噂があり、この写真では一人の剣士しか映ってないものの噂の信ぴょう性は高まった。

## ロケ地
- 昂平 (香港）
- 海星灣（香港）
- 廈村鄉鄧氏宗祠（香港）
- 鄧松嶺祠堂（香港）

## ポスター
日本版は前作同様にモンキーパンチによるイラストを起用。80年代のアメリカ版『Eagle's Shadow』のポスターではバットマンやグリーンランタンの作画で有名なニール・アダムスのイラストが起用されている。